# Rudolf Piefke
Rudolf Piefke, född 3 juni 1835 i Zielenzig, död 24 november 1900 i Küstrin, var en tysk militärmusiker och kompositör. Han är även lillebror till den mer kände Johann Gottfried Piefke.
Piefke började sin musikerbana i sin äldre bror Gottfried Piefkes musikkår i Frankfurt an der Oder. Han blev 1860 Stabsoboist (stabshautboist, d.v.s. musikanförare) vid ett nyuppsatt regemente i Küstrin, vilket han kom att tillhöra resten av sitt liv. Han fick till slut titeln Königlicher Musikdirigent.
Vid denna tid var det vanligt att musikkårerna följde med sina regementen vid deras fälttåg och Piefke i dansk-tyska kriget 1864, tyska enhetskriget 1866 och fransk-tyska kriget 1870-71. Vid fälttåget 1864 mot Danmark gjorde trupperna en lyckad övergång av sundet mellan den nordtyska ön Fehmarn och fastlandet och till minnet av övergången komponerade Piefke Fehmarns Sundmarschen, som senare av flera förband i Sverige antagits som så kallad förgaddringsmarsch, däribland Västerbottens regemente (I 20), Bohus regemente (I 17) och krigsskolan på Karlberg. Numera spelas den framför allt av Livgardets Dragontrumpetarkår som en galoppmarsch, framför allt när stabstrumpetaren vid högvaktsavlösningen på Kungliga slottet efter anmälan till vakthavande major galopperar över yttre borggården tillbaka till kåren.
Rudolf Piefke kom att dö i tjänsten. Han låg sjuk i sitt hem och hans musikkår marscherade förbi bostaden och spelade till hans ära Fehmarn Sundmarschen och Piefke lär ha blivit så rörd att han fick ett slaganfall och avled.